# Cabo Ruso (Charcot-Insel)
Das Cabo Ruso (spanisch für Russisches Kap) ist ein Kap im Norden der westantarktischen Charcot-Insel. Es liegt nordöstlich der Marion-Nunatakker
Wissenschaftler der 1. Chilenischen Antarktisexpedition (1946–1947) benannten es.